# Curri

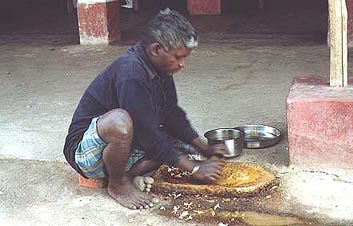
Preparació del curri

El curri, tal com es coneix en el món occidental, és una barreja d'espècies molt estesa en la gastronomia de l'Índia i del Pakistan. Es troba sota la forma de pols o de pasta. Conté típicament cúrcuma, coriandre, mostassa i llet de coco, entre altres ingredients. Segons la seva composició, pot ser dolça o molt picant. No s'ha de confondre la preparació amb espècies amb la fulla de curri, que prové de l'arbust Murraya koenigii, i que, tanmateix, pot entrar en la composició de certs curris.

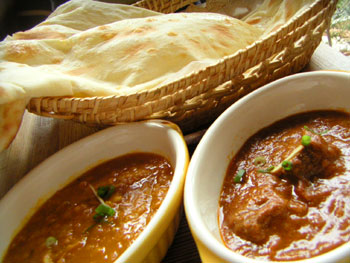
Curri de l'Índia

## Ús del terme

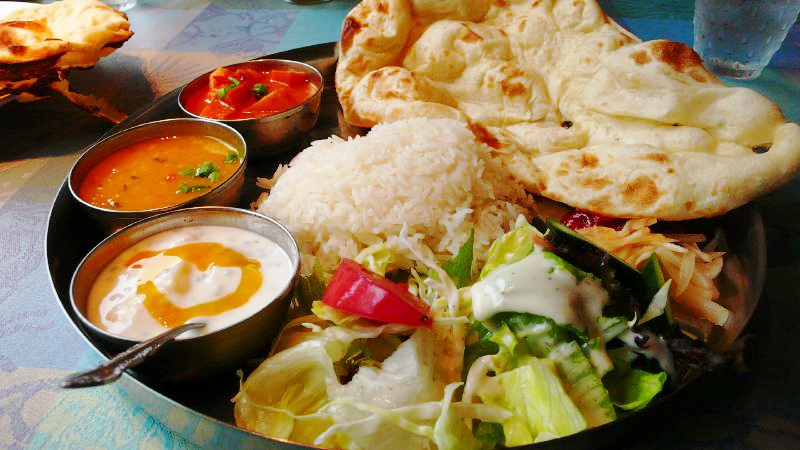
Curri vegetarià

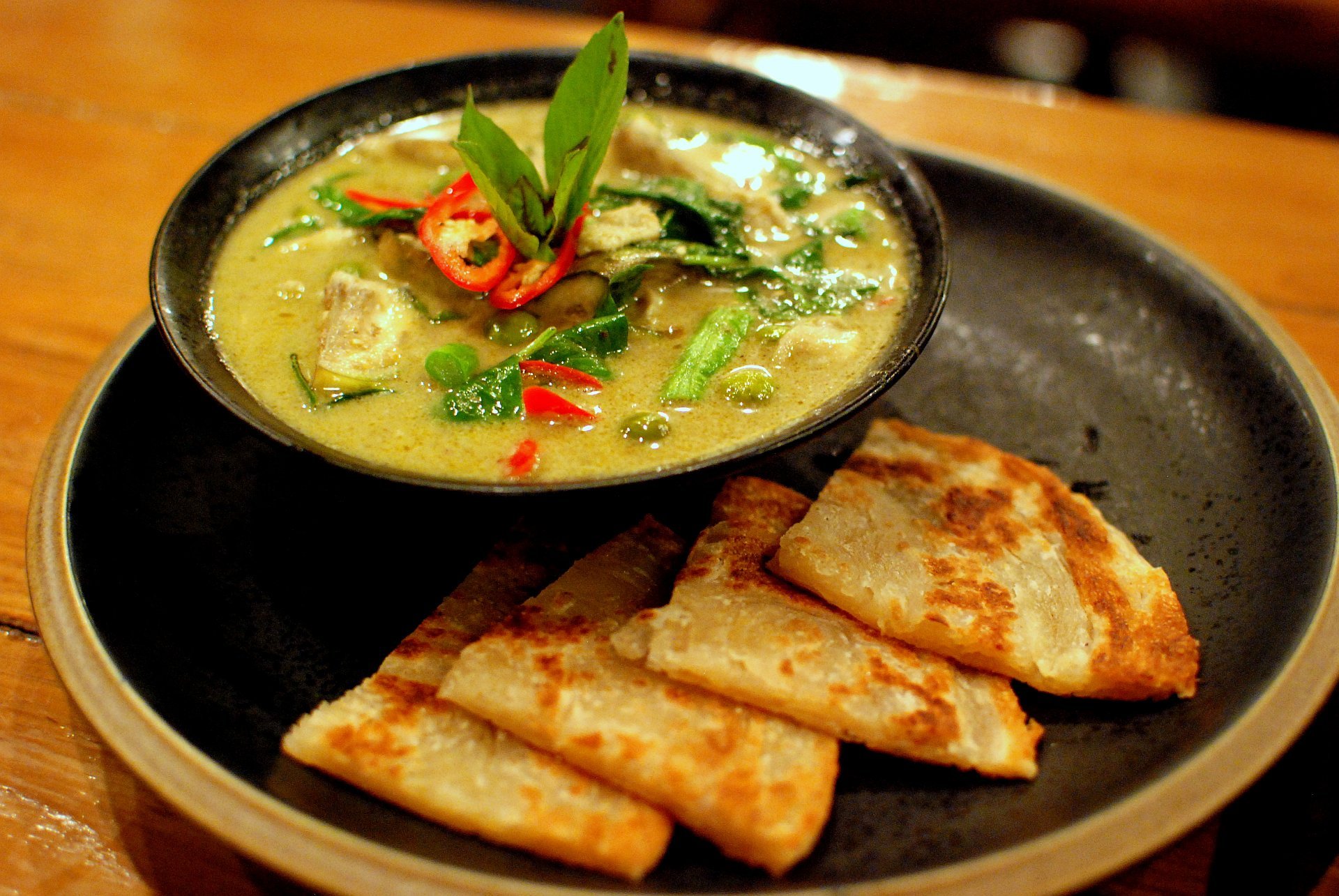
Curri verd (Tailàndia)

El terme curri, referent a la barreja d'espècies, no es fa servir gaire a l'Índia. Normalment, s'utilitzen diversos noms segons les regions, com masala, mot que significa 'barreja', al nord de l'Índia. En canvi, és molt més normal arreu del subcontinent indi utilitzar la paraula curri en referència als plats calents preparats per acompanyar l'arròs o els xapatis.
Els plats preparats amb aquestes espècies són una mena d'estofats i reben igualment el nom de curri, tant al subcontinent com en altres llocs d'Àsia, on alguns d'aquests plats són molt populars. El curri de pollastre (Chicken curry), per exemple, és un dels plats més populars del Regne Unit. La preparació dels plats calents anomenats curris varia segons els ingredients i s'utilitzen diferents barreges d'espècies segons els peixos, les carns, les verdures o el tipus de curri que es vol preparar.

## Etimologia
La paraula curri deriva de la paraula Kari en idioma tàmil. Sembla que els portuguesos, a mitjan segle xvi, van ser els primers occidentals a conèixer aquests tipus de preparacions que, en portuguès, s'anomenaren caril. D'aquesta paraula, prové el mot anglès curry.

## Composició
La composició i les proporcions dels ingredients varien en funció del seu origen, però es pot dir que el curri conté generalment: mostassa, coriandre, cardamom (verd i negre), comí, canyella, cúrcuma, gingebre, pebrot, pebre negre, fonoll, fenigrec, pebre de Java, clavell d'espècia, all, ceba, sal, etc. La llista de la seva composició pot ser més llarga i més variable.

## Tipus de curris

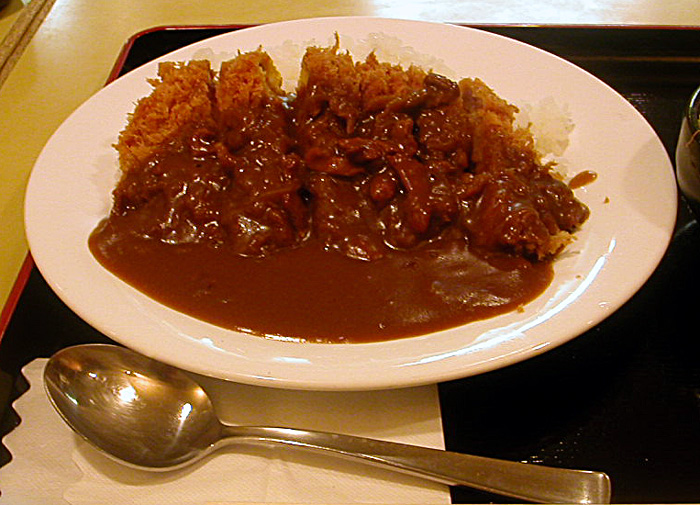
Katsu-Curri (Japó)

- Curri aromàtic (Índia)
- Curri de Madras (Índia)
- Curri ceilanès (Ceilan)
- Curri Antillà (Antilles)
- Curri dels set mars (Indonèsia)
- Curri malai (Malàisia)
- Curri fruits de mar (Singapur)
- Curri japonès (Japó)
- Curri Singapur (Singapur)
- Curri roig thai (Tailàndia)
- Curri verd thai (Tailàndia)
- Garam masala (Caixmir)
- Masala amb fruits
- Masala gujarati
- Tanduri masala
- Masala mogol
- Masala verda
- Char Masala (Afganistan)